# Бельмак-Могила
Бельма́к-Моги́ла — пагорб, геологічна пам'ятка природа та пам'ятка археології, найвища точка Приазовської височини.
Розташована в центральній частині височини, в межах Пологівського району Запорізької області, у верхів'ях річки Бельманки (притока Берди), біля східної околиці села Трудового.
Висота Бельмак-Могили — 324 м над р. м. Являє собою вихід кристалічних порід Українського щита докембрію. На схилах — різнотравно-типчаково-ковилова рослинність.
На верхівці цього останцю в давнину насипано курган над одним або декількома похованнями. Курган конусоподібний, заввишки 8 м, діаметром до 100 м. На його вершині встановлено топографічну вежу. Під насипом «довгого кургану» поблизу Бельмак-Могили вивчене дуже рідкісне святилище доби пізньої бронзи (XV—XII ст. до н. е.), в якому відтворено індоєвропейський міф про створення Світу за участю Змія, Вогню та Світового Яйця. Зважаючи на те, що це місце є найвищою точкою Приазов'я, де бере початок більше десятка степових річок, цей культовий центр виконував важливу роль в історії заселення Приазов'я — Лукомор'я.
На сьогодні до Бельмак-Могили майже з трьох боків підходить гранітний кар'єр Придніпровської залізниці.